# سيرجيو فولبي
سيرجيو فولبي (بالإيطالية: Sergio Volpi)‏ هو لاعب كرة قدم إيطالي في مركز الوسط، ولد في 2 فبراير 1974 في Orzinuovi ‏ في إيطاليا. شارك مع منتخب إيطاليا لكرة القدم. أما مع النوادي، فقد لعب مع أتالانتا ونادي باري ونادي بريشيا ونادي بولونيا ونادي بياتشينزا ونادي ريجينا ونادي سامبدوريا ونادي فينيزيا.

## وصلات خارجية
- سيرجيو فولبي على موقع قاعدة بيانات كرة القدم.إي يو (الإنجليزية)
- سيرجيو فولبي على موقع ناشيونال فوتبول تيمز (الإنجليزية)
- سيرجيو فولبي على موقع عالم كرة القدم.نت (الإنجليزية)